# Jay Benedict
Jay Benedict (Burbank (Los Angeles County), 11 april 1951 - Londen, 4 april 2020) was een Amerikaans film-, televisie-, theater- en stemacteur. Hij speelde onder andere Captain John Kieffer in de televisieserie Foyle's War. Benedict speelde zowel in Franse theaters als in Engelse.

## Biografie
Benedict werd geboren in 1951 in de Californische plaats Burbank, maar in zijn jeugd vertrok hij met zijn familie naar Europa. Benedict studeerde van 1969 tot 1972 op de Central School of Speech and Drama in Londen en had zijn eerste musicalrol in Guys and Dolls in een lokaal theater in Manchester. Benedict debuteerde in de film La bande à Bobo in 1963. Zijn eerste belangrijke filmrol was de rol van Russ Jordan in de film Aliens. In 1977 speelde hij Deacon in een scène van Star Wars: Episode IV: A New Hope, maar deze scène haalde de uiteindelijke film niet. Zijn scène verscheen echter wel op de blu-rayversie van de film. In 1995 sprak Benedict voor het eerste een videogame in. Dit was de game Simon the Sorcerer II: The Lion, the Wizard and the Wardrobe. Hierna sprak hij nog 17 videogames in, waarvan de laatste in 2005. In 2003 speelde Benedict een gastrol als hoofdingenieur Frank Crowe in de documentaireserie Seven Wonders of the Industrial World en in 2006 en 2008 speelde hij een bijrol in de serie Foyle's War.
Benedict speelde vele bijrollen in zowel films als televisieseries, waaronder de rol van Agent Becker in de eerste aflevering van de serie Lilyhammer, genaamd Reality check. Een jaar later speelde hij met onder andere Steven Berkoff in het toneelstuk An Actor's Lament.
Hij was gehuwd met actrice Phoebe Scholfield met wie hij samen de Sync or Swim en ADR/Loop rende.  Zij hadden 2 zonen: Leopold Benedict (Before the Rains, Azur & Asmar: The Princes' Quest) en Freddie Benedict ( 51 en ook in Azur & Asmar: The Princes' Quest. Jay Benedict had ook nog een dochter van een vorig huwelijk. 
Hij overleed op 68-jarige leeftijd aan de COVID-19 in april 2020.